# Монгуш Доржу
Монгуш Доржу (10 листопада 1939 — 9 квітня 1992) — тувинський поет, письменник, перекладач.
Народився в містечку Солчур сумона Овюр Дзун-Хемчикського району Тувинської Народної Республіки . Закінчив Хандагайтинську середню школу в 1958 році і почав працювати секретарем Овюрського райкомітету ВЛКСМ. Вступив до Літературного інституту імені О. М. Горького і з відзнакою закінчив навчання в 1967 році. Він один з перших людей в республіці, які навчалися в державних інститутах. Працював вчителем російської мови та літератури в Овюрському кожууні, був кореспондентом газет «Шын», «Тываның аныяктары», «Сылдысчыгаш», співробітником краєзнавчого відділу Республіканської бібліотеки імені О. С. Пушкіна, методистом в республіканському Центрі народної літератури.
Почав писати вірші ще в шкільні роки. У 1965 році вийшла його перша збірка «Сында одаглар» (Багаття на хребтах). Автор збірок поезій «Ынакшыл» (Любов), 1968, «Хөрлээ», «Суг-чинчилер» (Росяні сережки), 1992. Новели, оповідання Доржу вийшли окремою збіркою «Сыргалар» (Сережки), 1989. Його вірші друкувалися в журналах «Зміна», «Молода гвардія», «Нева», «Сибірські вогні», в альманахах «Поезія», «Меридіан».
Вніс великий вклад в Тувинську літературу і як перекладач. Переклади: роман «Життя Аріни» Лазаря Кокишева; оповідання Віля Ліпатова, Мустай Каріма, А.Кокушева та інші.
Його ім'я увійшло в Тувинську літературу, з 1998 року введено в шкільну програму. Його пісні і вірші народ співає і читає.